# لقاح التيفوس
لقاح التيفوس أو لقاح الحمى النمشية هي لقاحات تستخدم للوقاية من مرض الحمى النمشية. هذه اللقاحات غير متوفرة تجاريا حتى عام 2017.
أحد هذه اللقاحات يتكون من بكتيرياالريكتسية البروفاتسيكية الموهنة بالفورمالديهيد. تحقن جرعان منه تحت الجلد ويفصل بين الجرعتين فترة أسبوعين. كما يمكن استعمال جرعة تعزيزية أخرى بعد 6 أشهر إلى سنة.